# Mikołaj Abramowicz (zm. 1651)
Mikołaj Abramowicz albo też Abrahamowicz herbu Lubicz odmienny (zm. luty 1651) – polski inżynier wojskowy, teoretyk artylerii, wojewoda trocki od 1647 i mścisławski od 1643, generał artylerii litewskiej, starosta starodubowski w latach 1636-1647, dyrektor trockiego sejmiku elekcyjnego 1649 roku.
Jeden z wyróżniających się wojskowych swego czasu i dyplomata.

## Życiorys
Był synem wojewody smoleńskiego Jana Abramowicza i Anny Doroty z Wołłowiczów. Podobnie jak ojciec, gorliwy kalwin, czołowy działacz zboru kalwińskiego na Litwie. Dzięki pokrewieństwu przez matkę (pozostałą przy prawosławiu) z Ostrogskimi, utrzymywał dobre kontakty ze środowiskiem wyznawców tej religii. Wzorem ojca w działalności publicznej związał się z Radziwiłłami.
O dzieciństwie Mikołaja nie ma informacji. Według ustaleń Andrzeja Rachuby miał dwie młodsze siostry.
Z przebiegu jego kariery można wnioskować, że odebrał jakieś wykształcenie w zakresie inżynierii wojskowej i artylerii, gdyż po raz pierwszy pojawił się na kartach historii jako starszy nad armatą (dowódca artylerii) w czasie wojny ze Szwecją 1621–1622. Gustaw Adolf, wykorzystując zaangażowanie Rzeczypospolitej w wojnie z Turcją, zajął Inflanty łącznie z Rygą, a latem 1622 r. zaatakował Kurlandię zajmując Mitawę i zagrażając bezpośrednio Litwie. Spodziewane natarcie w kierunku Wilna powstrzymał hetman polny litewski Krzysztof Radziwiłł. W niewielkiej armii Mikołaj Abramowicz kierował artylerią (jego podkomendnym był późniejszy artylerzysta Krzysztof Arciszewski) i dał się poznać jako zdolny dowódca.
Następne lata Abramowicz spędził również na walkach ze Szwedami. W czasie niepomyślnej dla Litwy kampanii 1625 r. zasłużył się w walkach pod Rygą, zdobywając przedmoście nad Dźwiną. W wojnie o ujście Wisły (1626–1629) walczył pod dowództwem króla Zygmunta III, a następnie hetmana Stanisława Koniecpolskiego do 1627 roku, dowodząc regimentem rajtarii. Szczególnie wyróżnił się w bitwie pod Gniewem, gdzie faktycznie dowodził pułkiem mało sprawnego w kierowaniu walką Janusza Tyszkiewicza i skutecznie prowadził swój regiment.
Wspierając współwyznawców, w 1631 r. podarował kalwińskiemu synodowi litewskiemu swój dworek w Łucku na potrzeby kształcącego duchownych (ministrów) ewangelickich gimnazjum słuckiego.
Do wojska Abramowicz wrócił w 1632 r. Podczas wojny smoleńskiej dowodził od stycznia 1633 w stopniu pułkownika regimentem piechoty wchodzącym w skład pierwszej grupy odsieczowej hetmana Krzysztofa Radziwiłła, mającej za zadanie odciążyć Smoleńsk do czasu przybycia króla Władysława IV z główną armią. W czasie rozstrzygających walk jesienią 1633 kierował całą polsko-litewską artylerią, przyczyniając się umiejętnym jej użyciem do zdobycia Wzgórz Żaworonkowych. Po kapitulacji Rosjan powierzono mu dowództwo samodzielnego korpusu wojsk podczas dalszych walk. Zdolny dowódca artylerii pokazał się z korzystnej strony nowemu władcy. Awanse Abramowicza przyspieszyło również zbliżenie jego protektora Krzysztofa Radziwiłła do dworu. W czasach Zygmunta III, urażony nieprzyznaniem mu w 1625 r. buławy wielkiej magnat, pozostawał w opozycji do władcy.
Wyrazem zaufania królewskiego było mianowanie artylerzysty jednym z komisarzy w trakcie negocjacji zakończonych pokojem polanowskim podpisanym 14 czerwca 1634. We wrześniu tegoż roku pułkownikowi powierzono dozór nad armatą Wielkiego Księstwa. W 1638 r. król mianował go cześnikiem litewskim, a w 1639 Abramowicz dostąpił swojej pierwszej godności senatorskiej, kasztelanii mścisławskiej. W 1640 r. został generałem artylerii litewskiej, czyli jej głównodowodzącym. W 1643 r. z kasztelanii awansował na województwo mścisławskie.
Poseł na sejm 1634 roku, sejm nadzwyczajny 1635 roku, sejm 1638 roku, sejm 1639 roku, sejm 1640 roku.
Biorąc pod uwagę wyznanie Abramowicza i aktywną działalność religijną (w 1644 r. przewodniczył synodowi prowincjonalnemu kalwińskich zborów litewskich) w czasie nasilenia kontrreformacji w Rzeczypospolitej, jego awanse (był jednym z ostatnich protestantów wśród litewskich senatorów) świadczą o rzeczywistym uznaniu i zaufaniu króla.
Swą wierność władcy wojewoda mścisławski udowodnił w czasie tzw. incydentu trubeckiego. Ustalona pokojem w Polanowie granica wymagała rzeczywistego wytyczenia w terenie. Stało się to powodem wielu sporów i przetargów, a trwało ponad dziesięć lat. Kolejne komisje graniczne były zrywane. Nieustanne próby renegocjacji ze strony Rosjan, wprowadzanie jednostronnych zmian, próba posługiwania się sfałszowaną kopią traktatu i uniki cara Michała I dotyczące ratyfikacji, przyczyniły się do popularności w Rzeczypospolitej określenia grecka wiara jako synonimu niesłowności i niedotrzymywania zobowiązań. Rosjanie podnosili również, że komisarze polscy straszą ich podjęciem na nowo sprawy Dymitra Samozwańca, którym ma być teraz rzekomy syn Maryny Mniszchówny i pierwszego Dymitra. Senatorowie, którzy rozpatrywali skargę poselstwa moskiewskiego (1644) – wśród nich był Mikołaj Abramowicz – pod naciskiem króla zgodzili się dla świętego spokoju na uwięzienie „pretendenta” w Malborku i zrobienie z niego duchownego, zapewniając posłów i o niczem złem już nie pomyśli, a my na to damy wam stwierdzenie listem i pieczęcią. Władysław IV, aby wreszcie doprowadzić sprawę granicy do zakończenia, a jednocześnie zapewnić sobie przychylność Rosjan niezbędną mu w realizacji zamierzeń tureckich, zgodził się na jeszcze jedno ustępstwo. 16 września 1644 wraz z kilkoma senatorami podjął decyzję o przekazaniu Rosji pogranicznego grodu Trubeck, który traktat polanowski przyznawał Rzeczypospolitej. Wywołało to sprzeciw szlachty litewskiej. Posłowie na sejmie w lutym 1645 r. zażądali unieważnienia decyzji jako wydanej z przekroczeniem kompetencji króla i senatu, a załoga i mieszczanie Trubecka zaczęli przygotowywać się do obrony. Król nie ustąpił i wysłał Mikołaja Abramowicza na czele gwardii królewskiej, aby zajął gród i przekazał go Rosjanom. Latem 1645 wojewoda zmusił obrońców do wpuszczenia go do zamku, a po kilku tygodniach wydał carskim komisarzom. Trubeck był z nadania Zygmunta III własnością kniaziów Trubeckich. Oskarżyli oni Abramowicza przed Trybunałem Litewskim o najazd na cudzą własność, czyli o najcięższe przestępstwo. Deputaci, może na złość królowi, uznali powództwo i skazali wojewodę na utratę czci, banicję i 60 000 zł grzywny. Na szczęście dla infamisa, egzekucję wyroków sprawowali starostowie, urzędnicy najbardziej zależni od władcy. Dlatego też wojewodzie mścisławskiemu nic się nie stało. Sprawę załagodzono, przyznając na następnym sejmie Wielkiemu Księstwu kosztem Korony, pograniczne grody Lubecz i Łojów z województwa czernihowskiego.
Abramowiczowi król wynagrodził spowodowane wiernością kłopoty awansem w 1647 r. na województwo trockie, trzecią w hierarchii świecką godność senatorską na Litwie. Podpisał pacta conventa Jana II Kazimierza Wazy w 1648 roku. W 1648 r. wojewoda jako komisarz brał udział w rokowaniach ze Szwecją. W następnym roku wziął udział w obradach senatu. Nadal demonstrował publicznie swoje kalwińskie wyznanie, podpisując uchwały sejmu tzw. salwą ewangelicką. Był to ostatni przejaw działalności publicznej tego zasłużonego wojskowego i dyplomaty, wiernego stronnika króla i zwolennika silnej władzy królewskiej. Zmarł w 1651 r.

## Rodzina
Mikołaj, senator w drugim pokoleniu, był najwybitniejszym przedstawicielem Abramowiczów herbu Jastrzębiec.
Po raz pierwszy żonaty był z nieznaną z imienia Dębowską. Po raz drugi z Ewą Bułyhą Kurcewiczówną wdową po Aleksandrze Massalskim, również kalwinistką, i miał z nią dwoje dzieci:
- Samuel (1617-1663), wykształcony na holenderskim uniwersytecie w Lejdzie, osiągnął urząd starosty starodubowskiego. Po śmierci ojca przeszedł na katolicyzm i zlikwidował zbór w Wornianach. W małżeństwie z kalwinistką Heleną Szemiotówną (zm. 1671) nie pozostawił potomstwa. Majątek przepisał dalekim krewnym.
- Katarzyna (zm. po 1654) wyszła za współwyznawcę Mateusza Frąckiewicza-Radzimińskiego pisarza Wielkiego Księstwa Litewskiego.

Z trzecią żoną, Elżbietą z Hronostajów, wdową po Andrzeju Drohojowskim, także kalwinistką, nie miał dzieci. Został pochowany w kalwińskim zborze wileńskim.